# Xiangdong Ji
Xiangdong Ji (* 1962) ist ein chinesischer theoretischer Kern- und Elementarteilchenphysiker.
Xiangdong Ji studierte an der Tongji-Universität mit dem Bachelor-Abschluss 1982 und wurde 1987 an der Drexel University promoviert. Als Post-Doktorand war er am Caltech und MIT. 1991 wurde er Assistant Professor am Massachusetts Institute of Technology (MIT) und 1996 Professor an der University of Maryland, wo er 2007 bis 2009 Direktor des Maryland Center for Fundamental Physics war. Außerdem ist er Professor und Direktor des Institute for Nuclear and Particle Physics an der Shanghai Jiao Tong University (SJTU). Seit 2005 ist er auch Gastprofessor an der Universität Peking.
2014 erhielt er den Humboldt-Forschungspreis und 2015 den Outstanding Nuclear Physicists Award der Jefferson Sciences Associates. 2000 wurde er Fellow der American Physical Society. 2003 erhielt er den Oversea Outstanding Chinese Scientist Award.
2016 erhielt er den Herman Feshbach Prize in Theoretical Nuclear Physics für Pionierarbeit bei der Entwicklung von Werkzeugen zur Charakterisierung der Struktur von Nukleonen innerhalb der QCD und wie dessen Eigenschaften in Experimenten erkundet werden können.
Neben seinem Schwerpunkt theoretische Kernphysik befasst er sich mit der Suche nach Dunkler Materie mit Detektoren mit flüssigem Xenon (mit sterilen Neutrinos als Kandidaten dunkler Materie), Leptogenese, Neutrino-Massen und Neutrinooszillationen in GUT-Modellen (sie SO (10)).